# 轟の滝 (高知県)
轟の滝（とどろのたき）は、高知県香美市香北町にある滝。県指定天然記念物及び県指定名勝である。また、日本の滝百選や、四国八十八景25番「玉織姫にまつわる平家伝説が眠る滝」に選定されている。

## 概要
物部川支流の日比原川に位置し、落差82メートルを3段に分かれて落下する。平家落人伝説の残る御在所山（1079メートル）北麓に位置する。最上段の滝壺は直径約15メートルの甌穴となっている。また、滝壺の脇には神社がある。
滝の周囲は原生林となっておりモミジなどの落葉樹が多く秋には紅葉の名所となる。また、周辺には轟の滝キャンプ場がある。

## 玉織姫伝説
轟の滝の滝壺には大蛇にさらわれた平家落人一門の娘・玉織姫（たまおりひめ）の悲しい伝説が残っている。
平家の一門・伊和三太夫には一人娘の玉織姫がいた。姫は美貌と機織り（はたおり）の名人として近郷に聞こえていた。
姫はある日、川向こうに機織り道具を返しに行ったまま夜になっても帰らなかった。心配した父・三太夫は轟の滝の滝壺に大蛇が住んでいることに思い当たった。大蛇にさらわれたと思った三太夫は激高し、家伝の名刀を握りしめて滝まで一目散に走った。滝壺に着くや、小太刀を口くわえ滝壺めがけて飛び込んだ。
その水底には乾き切った岩盤の世界があり姫が三太夫を待っていた。姫は秀麗な若侍を夫として引き合わせ、3日間三太夫を歓待した。この若侍こそ大蛇の化身であった。歓待の後、一緒に帰るよう促す父に、姫は自らの織った絹の巻物六反を形見に渡し、親不孝を詫びながら永遠の別れを告げた。
山里に戻った三太夫は3年の月日が経過していることに驚いた。しかし、その後、三太夫の住む柚ノ木の里には平和な日々が訪れ次第に繁栄していったと伝えられている。

## アクセス
- JR土讃線土佐山田駅よりJRバス大栃行き「美良布」停留所下車、所要時間25分。停留所よりタクシーで30分。
- 車の場合は国道195号より県道220号を経て林道を進む。駐車場（無料）あり。駐車場より徒歩5分。

## 周辺情報
- 香美市立やなせたかし記念館、道の駅美良布（びらふ）
- 大荒の滝
- 日ノ御子（ひのみこ）河川公園
- 龍河洞